# ألفرد ويبر
ألفرد ويبر (بالإنجليزية: Alfred Weber)‏ (و. 1868 – 1958 م) هو عالم اقتصاد، وتربوي، واجتماعي، وأستاذ جامعي، من ألمانيا، ولد في إرفورت، كان عضوًا في الحزب الديمقراطي الاجتماعي الألمانيكان عضوًا في الأكاديمية الأمريكية للفنون والعلوم، توفي في هايدلبرغ، عن عمر يناهز 90 عاماً.

## التعليم
تعلم في جامعة توبنغن، وجامعة بون.

## مناصب وهيئات
أدار جامعة هايدلبرغ، وجامعة تشارلز في براغ.

## جوائز
حصل على جوائز منها:
- وسام الاستحقاق للفنون والعلوم
- وسام الاستحقاق (بروسيا).

## روابط خارجية
- ألفرد ويبر على موقع الموسوعة البريطانية (الإنجليزية)
- ألفرد ويبر على موقع مونزينجر (الألمانية)